# Are You Sure?
Are you sure? is een nummer van het Britse duo The Allisons. Het was de Britse inzending voor het Eurovisiesongfestival in 1961, waar het tweede werd. Het verscheen op Are you sure, het enige studioalbum van The Allisons uit 1961. In februari van dat jaar werd het uitgebracht als de debuutsingle van het duo.

## Achtergrond
Are you sure? is geschreven door groepsleden John Alford en Bob Day en geproduceerd door Jack Baverstock en Harry Robinson. In het nummer vraagt de verteller of zijn geliefde zeker weet dat zij hem wil verlaten.
Tijdens het Eurovisiesongfestival 1961 was Are you sure? het vijftiende en voorlaatste liedje dat ten gehore werd gebracht. Het kreeg 24 punten en eindigde hierdoor als tweede, achter Nous les amoureux van Jean-Claude Pascal, dat voor Luxemburg het festival won. Het was de derde achtereenvolgende keer dat het Verenigd Koninkrijk in het festival de tweede plaats bezette.
In de Britse UK Singles Chart piekte Are you sure? op de tweede plaats, waarbij het achtereenvolgens Walk Right Back/Ebony Eyes van The Everly Brothers en Wooden heart van Elvis Presley voor zich moest dulden. In de Verenigde Staten behaalde het plaats 102 in de hitlijsten, terwijl het in Noorwegen een nummer 1-hit werd. In Nederland piekte de single op de tweede plaats in de Platennieuws Top 10, de voorloper van de Single Top 100, en in Vlaanderen werd de zevende plaats in een voorloper van de Ultratop 50 gehaald.

## Hitnoteringen

### Fonogram Top 20 / Platennieuws Top 10
Vanaf 17 juni 1961 (week 7 in deze tabel) werd de Fonogram Top 20 vervangen door de Platennieuws Top 10.
| Hitnotering: 06-05-1961 t/m 09-09-1961 | Hitnotering: 06-05-1961 t/m 09-09-1961 | Hitnotering: 06-05-1961 t/m 09-09-1961 | Hitnotering: 06-05-1961 t/m 09-09-1961 | Hitnotering: 06-05-1961 t/m 09-09-1961 | Hitnotering: 06-05-1961 t/m 09-09-1961 | Hitnotering: 06-05-1961 t/m 09-09-1961 | Hitnotering: 06-05-1961 t/m 09-09-1961 | Hitnotering: 06-05-1961 t/m 09-09-1961 | Hitnotering: 06-05-1961 t/m 09-09-1961 | Hitnotering: 06-05-1961 t/m 09-09-1961 | Hitnotering: 06-05-1961 t/m 09-09-1961 | Hitnotering: 06-05-1961 t/m 09-09-1961 | Hitnotering: 06-05-1961 t/m 09-09-1961 | Hitnotering: 06-05-1961 t/m 09-09-1961 | Hitnotering: 06-05-1961 t/m 09-09-1961 | Hitnotering: 06-05-1961 t/m 09-09-1961 | Hitnotering: 06-05-1961 t/m 09-09-1961 | Hitnotering: 06-05-1961 t/m 09-09-1961 | Hitnotering: 06-05-1961 t/m 09-09-1961 | Hitnotering: 06-05-1961 t/m 09-09-1961 |
| Week                                   | 1                                      | 2                                      | 3                                      | 4                                      | 5                                      | 6                                      | 7                                      | 8                                      | 9                                      | 10                                     | 11                                     | 12                                     | 13                                     | 14                                     | 15                                     | 16                                     | 17                                     | 18                                     | 19                                     |                                        |
| -------------------------------------- | -------------------------------------- | -------------------------------------- | -------------------------------------- | -------------------------------------- | -------------------------------------- | -------------------------------------- | -------------------------------------- | -------------------------------------- | -------------------------------------- | -------------------------------------- | -------------------------------------- | -------------------------------------- | -------------------------------------- | -------------------------------------- | -------------------------------------- | -------------------------------------- | -------------------------------------- | -------------------------------------- | -------------------------------------- | -------------------------------------- |
| Nummer                                 | 8                                      | 4                                      | 4                                      | 4                                      | 4                                      | 4                                      | 4                                      | 4                                      | 2                                      | 2                                      | 2                                      | 2                                      | 2                                      | 7                                      | 8                                      | 8                                      | 10                                     | 10                                     | 10                                     | uit                                    |

### NPO Radio 2 Top 2000
| Nummer met noteringen in de NPO Radio 2 Top 2000 | '99  | '00  | '01  | '02  | '03  |
| ------------------------------------------------ | ---- | ---- | ---- | ---- | ---- |
| Are You Sure?                                    | 1554 | 1309 | 1582 | 1322 | 1330 |

1. ↑  Een vetgedrukt getal geeft de hoogste notering aan.
2. ↑  Deze tabel is bijgewerkt tot en met de laatste editie (2024).